# Heather Moyse
Heather Moyse, född den 23 juli 1978 i Summerside, Kanada, är en kanadensisk bobåkare.
Hon tog OS-guld i damernas tvåmanna i samband med de olympiska bobtävlingarna 2010 i Vancouver.